# آدم بوليتزر
آدم بوليتزر (بالألمانية: Adam Politzer)‏ (و. 1835 – 1920 م) هو طبيب، وبروفيسور نمساوي، كان عضوًا في الأكاديمية الأمريكية للفنون والعلوم، توفي في فيينا، عن عمر يناهز 85 عاماً.

## التعليم
تعلم في جامعة ينا
.